# Castelbiague
Castelbiague ist eine französische Gemeinde mit 243 Einwohnern (Stand 1. Januar 2022) im Département Haute-Garonne in der Region Okzitanien (zuvor Midi-Pyrénées). Die Einwohner werden als Castelbiaguais bezeichnet.

## Geographie
Die Gemeinde wird vom Fluss Arbas durchquert.
Umgeben wird Castelbiague von den vier Nachbargemeinden: 
| Montastruc-de-Salies | Montgaillard-de-Salies                      | Saleich |
| Montastruc-de-Salies | Kompassrose, die auf Nachbargemeinden zeigt | Saleich |
| Montastruc-de-Salies | Urau                                        | Urau    |

## Bevölkerungsentwicklung
| Jahr                      | 1962 | 1968 | 1975 | 1982 | 1990 | 1999 | 2009 | 2014 | 2016 | 2019 |
| ------------------------- | ---- | ---- | ---- | ---- | ---- | ---- | ---- | ---- | ---- | ---- |
| Einwohner                 | 204  | 205  | 208  | 210  | 205  | 209  | 226  | 250  | 256  | 241  |
| Quelle: Cassini und INSEE |      |      |      |      |      |      |      |      |      |      |

## Sehenswürdigkeiten
- Kirche St-Sigismind, erbaut im 17. Jahrhundert
- Schloss Compans